# Agonum versutum
Agonum versutum — вид жужелиц из подсемейства Platyninae.

## Описание
Верхняя часть тела чёрная с бронзовым блеском или тёмно-бронзовая. Микроскульптура надкрылий едва заметна при увеличении в 30 раз, состоит из тонких поперечных ячеек. Третья пора третьего промежутка надкрылий равно удалена от второй поры и от вершины.

## Экология
Обитает на берегах водоёмов.